# 平野村 (長野県)
平野村（ひらのむら）は長野県下高井郡にあった村。現在の中野市中心部の西方、長野電鉄長野線の信州中野駅西側および国道403号沿線にあたる。

## 歴史
- 1889年（明治22年）4月1日 - 町村制の施行により、江部村・片塩村・岩船村・吉田村の区域をもって発足。
- 1954年（昭和29年）7月1日 - 中野町・日野村・延徳村・長丘村・平岡村・高丘村・科野村・倭村と合併して中野市が発足。同日平野村廃止。

## 交通

### 道路
現在は旧村域を志賀中野有料道路が通過するが、当時は未開通。